# Dicranomyia (Dicranomyia) picticauda
Dicranomyia (Dicranomyia) picticauda is een tweevleugelige uit de familie steltmuggen (Limoniidae). De soort komt voor in het Neotropisch gebied.